# St.-Michaelis-Kirche (Heemsen)

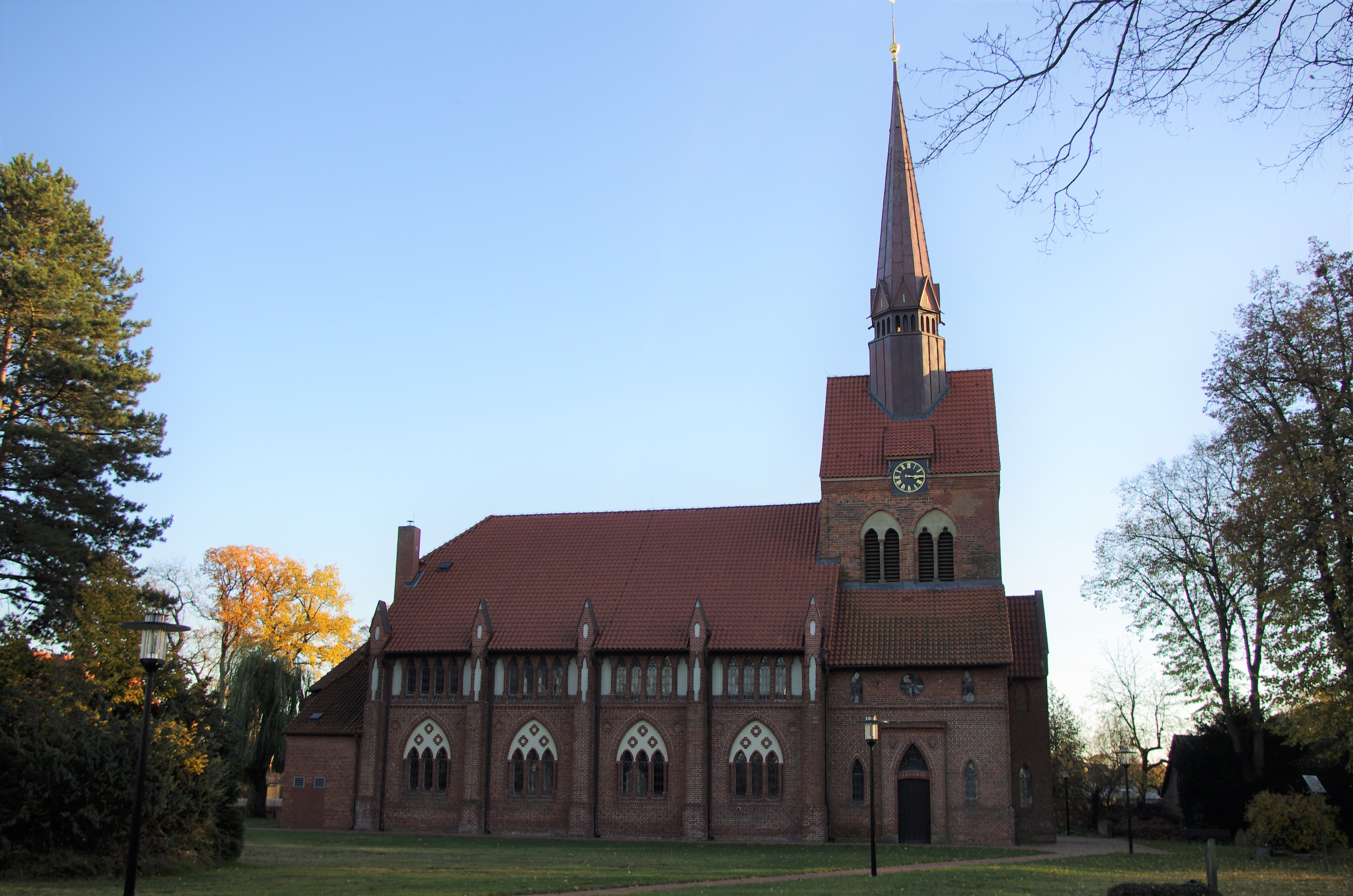
St.-Michaelis-Kirche

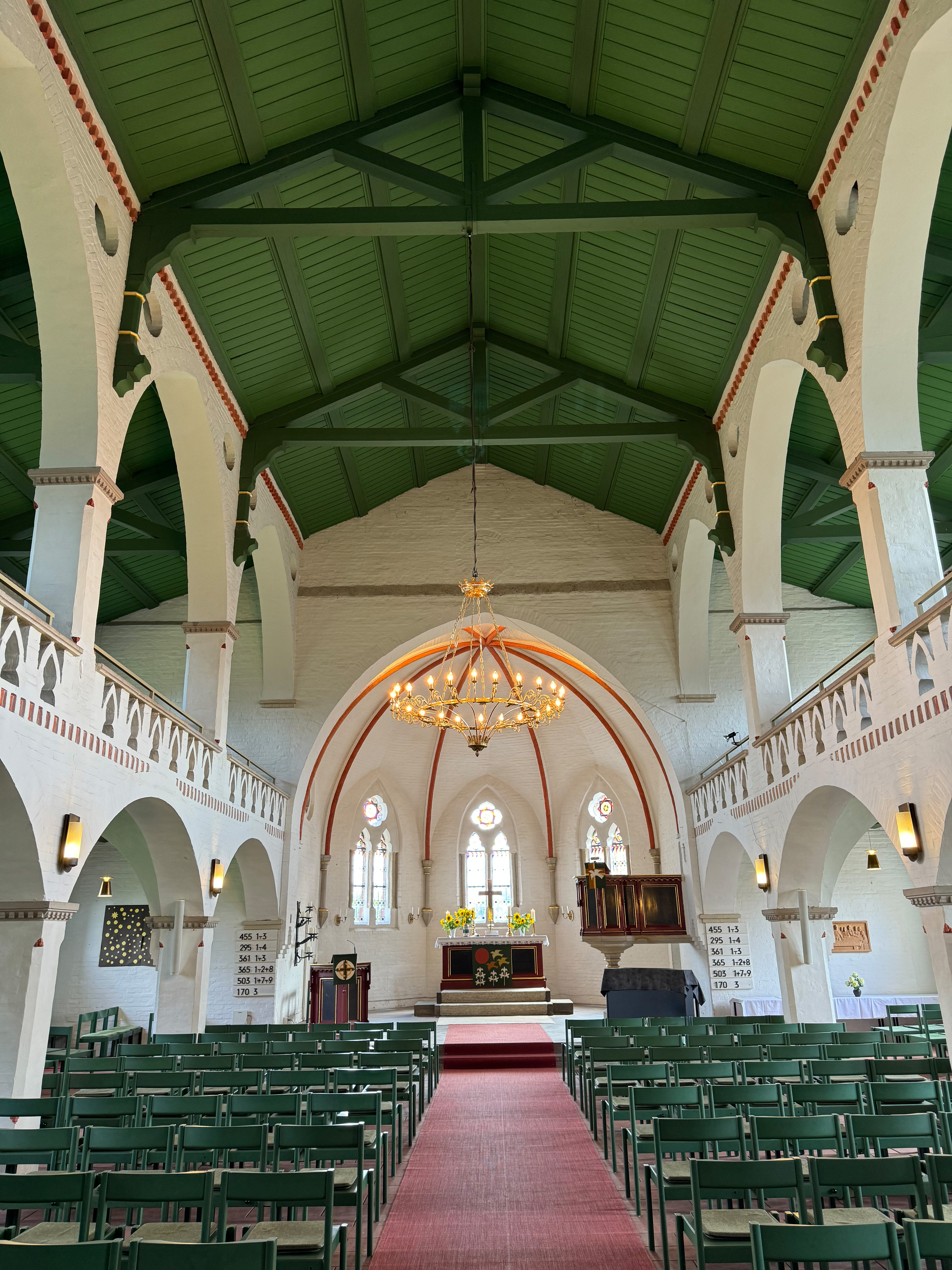
Innenraum (2024)

Die evangelisch-lutherische St.-Michaelis-Kirche steht in Heemsen, eine Gemeinde im Landkreis Nienburg/Weser in Niedersachsen. Die Kirchengemeinde gehört zum Kirchenkreis Nienburg im Sprengel Hannover der Evangelisch-lutherischen Landeskirche Hannovers. Es handelt sich um die zweitgrößte Kirche im Kirchenkreis Nienburg nach der Nienburger St.-Martins-Kirche.

## Beschreibung
Die neugotische Pseudobasilika aus Backsteinen wurde 1864 nach einem Entwurf von Carl Wilhelm Conrad Tochtermann erbaut. Die Längswände des Langhauses werden von Strebepfeilern gestützt. Aus dem Satteldach des Kirchturms im Westen, der im Kern mittelalterlich ist, erhebt sich ein Dachreiter. Die Apsis im Osten ist polygonal abgeschlossen. Die Kirchenausstattung ist aus der Neubauzeit, das Taufbecken stammt jedoch aus dem 14. Jahrhundert.

## Orgel

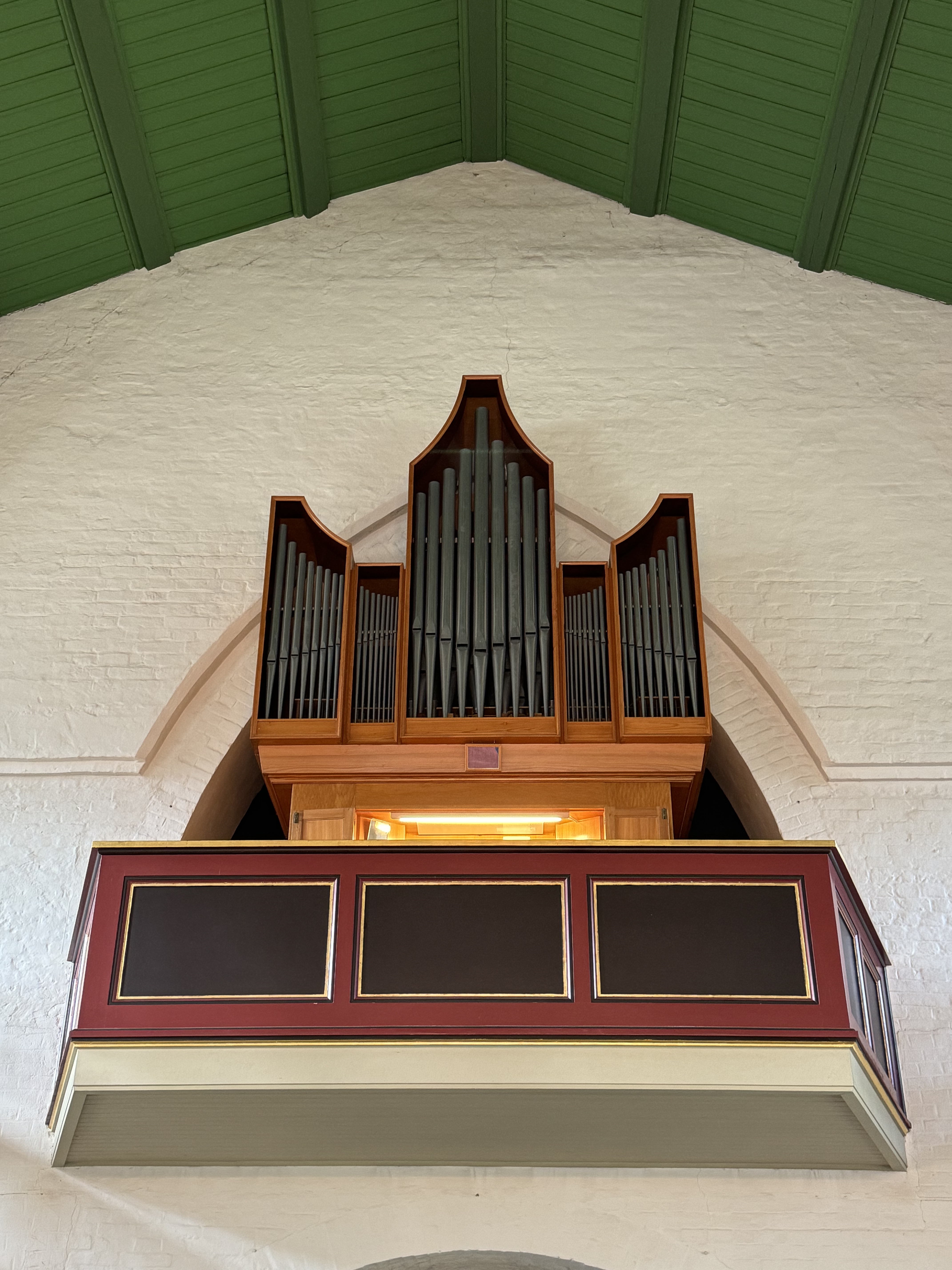
Orgel

Die erste Orgel in Heemsen wurde 1840 von Orgelbauer Friedrich Altendorf & Bergmann (Hannover) für die Vorgängerkirche erbaut. Sie umfasste 10 Register auf einem Manual und Pedal mit mechanischer Traktur und Schleifladen. 1863 wurde die Orgel abgebaut und 1864 in der neuen Kirche wieder aufgebaut. 1917 mussten die Prospektpfeifen zu Rüstungszwecken abgegeben werden, wurden später aber ersetzt. 1966 wurde die alte Orgel durch einen Neubau der Orgelbaufirma Schmidt & Thiemann aus Hannover ersetzt, bei der Material aus der Vorgängerorgel verwendet wurde.
Die Disposition lautet:
| I Hauptwerk C,D–f3 |    |
| Rohrflöte          | 8′ |
| Prinzipal          | 4′ |
| Gedackt            | 4′ |
| Spitzflöte         | 2′ |
| Terzian II         |    |
| Mixtur IV–V        |    |
| Dulzian            | 8’ |

| Pedal C,D–d1  |     |
| Subbaß        | 16′ |
| Prinzipal     | 8′  |
| Rauschbaß III |     |

- Koppeln: I/P

## Glocken
Die Kirche verfügt über zwei Bronzeglocken aus den Jahren 1884 und 1925, die beide von der Radlerschen Glockengießerei in Hildesheim gegossen wurden.
| Nr. | Inschrift | Gussjahr | Gießer                                 | ∅ (mm) | Gewicht (kg) | Norminal (16tel) | Anmerkung                                                                                              |
| 1   | „Wachet und betet! Läute, Glocke, läute Frieden, läute Ruh in jedes Herz. Endet sich mein Tag hernieder, läute du mich heimwärts“ | 1925     | Radlersche Glockengießerei, Hildesheim |        |              | es1              | Glocke im Zweiten Weltkrieg zu Rüstungszwecken abgegeben, nicht eingeschmolzen und zurück nach Heemsen |
| 2   | „Ehre sei Gott in der Höhe! Kommt, denn es ist alles bereit!“                                                                     | 1884     | Radlersche Glockengießerei, Hildesheim |        |              | g1               | Glocke gestiftet von den Geschwistern Schumann (Rohrsen)                                               |